# ナイアガラ・レーベル
ナイアガラ・レーベルは、かつて大滝詠一が主宰していたレコードレーベル。大滝の個人事務所「株式会社ザ・ナイアガラ・エンタープライズ」が制作していた。現在は坂口修（娘婿・音楽評論家）ら大瀧家の親族が継承し、生前の作品の原盤管理を行っている。かつて、事務所は東京都港区赤坂にあったが、登記されていない。現在は東京都羽村市に登記上の本社がある。

## 名前の由来
ナイアガラという名前は、大滝＝「大きい滝」の代表格であるナイアガラの滝にちなんで付けられた。レコード盤（CD）のレーベル面には"Fussa Tokyo　Niagara Records"と表記されている。

## サブレーベル
- Yoo-Loo -  読みは「ユールー」である。ナイアガラ・レーベルと性格の異なる作品に使われたが、当初はナイアガラ傘下で大滝以外がプロデュースした作品で使用することも想定していた。
- Keg-on - 読みは「ケグ・オン」である。映像を伴った作品で使用された。
  - 大滝自身、レーベル創設当時に度々ナイアガラの由来を聞かれ、上述の理由を述べた後、「華厳でも養老でも良かったんですけどね」とオチを付けた内容をインタビューで語っている。
  - 日本国内における実在の地名を商標として使用することに問題があったことから、読みを変えていた。

## 設立の経緯
大滝が自身の1stソロ・アルバム『大瀧詠一』の原盤管理に関して、ベルウッド（キングレコード）に疑問を抱いたことが発端。同社ではマスターテープ以外のレコード製作過程のマルチテープの音源が廃棄され、未発表の原盤のほとんどが失われてしまっていた。アルバム「大瀧詠一」の1995年にCDで再発された際の収録曲のシングルバージョン以外のアルバム収録曲の未発表音源はテープを大滝が個人で所有していた為収録が出来た。つまり、未発表音源のテープを持ち帰って個人所持しないと廃棄されてしまうのである。実際、キングレコードにアルバム「大瀧詠一」のマルチ音源はなく、レコードに収録された2チャンネルのマスターテープしか残されていない。大滝は「全ての音源を守るには自分で原盤権を持たなければならない」と自身の作成する原盤すべてを管理・保存することを目的に、1976年7月22日に自身の個人事務所「株式会社ザ・ナイアガラ・エンタープライズ」を設立し、自分の作品の原盤権を当該会社で管理するようになる。これはアーティストが如何に全てのマスター音源やマルチトラックの音源を失いたくないかがうかがえる出来事である。ザ・ナイアガラ・エンタープライズにはパシフィック音楽出版（PMP、現・フジパシフィックミュージック）も出資し、PMPが制作費を負担する代わりに出版権を保有することになった。
1975年4月25日にシュガー・ベイブのシングル「DOWN TOWN／いつも通り」とアルバム『SONGS』。同年5月30日に大瀧のセカンド・アルバム『NIAGARA MOON』がそれぞれ、リリースされた。

## 略歴

### 1960年代
1969年9月細野晴臣から新バンドへの参加を誘われ、バンド「ヴァレンタイン・ブルー」にボーカル、サイドギターで参加。

### 1970年代
1970年3月中旬「ヴァレンタイン・ブルー」のバンド名を「はっぴいえんど」に改名。
8月5日はっぴいえんどのアルバム『はっぴいえんど』発売。
1971年4月アルバム『はっぴいえんど』が「ニューミュージック・マガジン」誌の第２回日本ロック大賞を受賞。
11月20日はっぴいえんどのアルバム『風街ろまん』発売。
1972年6月25日大瀧詠一名義のシングル『空飛ぶくじら/五月雨』発売。
10月6日から18日はっぴいえんどは、ロスアンゼルスにあるサンセット・サウンズ・スタジオにおいて、3作目のアルバムをレコーディング。
11月25日初のソロアルバム『大瀧詠一』発売。
1972年12月31日バンド「はっぴいえんど」が正式に解散。
1973年1月福生に転居。三ツ矢サイダーのCMソング制作をCM制作会社「ON・アソシエイツ」から依頼される。
1973年2月1日CM制作会社「ON・アソシエイツ」とミーティング。
これ以降、個人としては、CMソングの制作を中心に音楽活動を行う。
2月25日はっぴいえんどのアルバム『Happy End』発売。
3月6日NHK-FM「若いこだま」出演。
これ以降、DJとしての活動を始める。
1973年9月21日東京・文京公会堂で行われたはっぴいえんど解散記念コンサート“CITY—Last Time Around”に出演。
1973年11月21日プロデュースした布谷文夫のアルバム『悲しき夏バテ』、シングル『台風13号/冷たい女』発売。
1974年7月11日都市センター・ホールで文化放送による『第11回三ツ矢フォークメイツ』の公開録音。
1974年9月エレック・レコードとレーベル契約を締結。ナイアガラ・レコーズ発足。
出典：文藝別冊・大瀧詠一〈増補新版〉
p270-p287湯浅学著「大瀧詠一年譜」

#### 1975年
1973年より担当していた「三ツ矢サイダー」のCMソングをレコードにしてくれる会社はないかと1974年頃に、各レコード会社を回るが「CMをレコードにするなんて、バカなことを言うな」と断られる。しかしエレックレコードにいた後藤由多加が、唯一「面白いじゃない」と言ってくれ、「どうせやるならCMレコードだけじゃなくレーベルを作ってやってみようか」と言われ1974年9月にエレックレコードと契約し、プライベート・レーベル「ナイアガラ・レコード」を設立した。所属第1号アーティストはシュガー・ベイブであった。ところが、始まった途端、エレックレコードは倒産する。
出典：文藝別冊・大瀧詠一〈増補新版〉 p270-p287湯浅学著「大瀧詠一年譜」
シュガー・ベイブのシングル「DOWN TOWN」、アルバム『SONGS』を発売。
大滝詠一のソロ・アルバム『NIAGARA MOON』を発売。

#### 1976年
前年のエレックレコード倒産に伴い日本コロムビアに移籍。1976年1月19日日本コロムビアとレーベル契約を調印。出典：大滝詠一レコーディング・ダイアリー Vol.1.p180。契約のアドバンスとして16チャンネル・テープレコーダの提供を条件に、3年で12枚のアルバム制作契約を結ぶ。アルバムは制作されたが当時の世間の大滝の作品への評価は皆無に等しく、大滝周辺やナイアガラ・レーベル作品の愛好者にしか受けなかった。因みに大滝作品およびナイアガラレーベル作品の愛好家は「ナイアガラー」と呼ばれている。大滝作品は制作作品数が多い割りに売れなかったため、会社に経営の危機をもたらすことになり（『NIAGARA CALENDAR』収録の「名月赤坂マンション」はこの会社存続の危機を歌にしたノンフィクションソングである。）、その後会社はCBSソニー移籍まで休眠状態となり、運営をPMPに委託する状態となる（1978年頃のコンサートのパンフレットでは、会社の所在地が当時PMPの本社があったニッポン放送内となっている）。
大滝詠一のソロ・アルバム『GO! GO! NIAGARA』を発売。
山下達郎、伊藤銀次とのナイアガラ・トライアングル名義のアルバム『NIAGARA TRIANGLE Vol.1』を発売。

#### 1977年
レーベル設立の当初の目的であったCMソング集アルバム『NIAGARA CM SPECIAL Vol.1』を発売。
大滝のプロデュースによるシリア・ポールのソロ・アルバム『夢で逢えたら』を発売。
インストゥルメンタル・アルバム『多羅尾伴内楽團 Vol.1』を発売。
大滝詠一のソロ・アルバム『NIAGARA CALENDAR』を発売。

#### 1978年
インストゥルメンタル・アルバム『多羅尾伴内楽團 Vol.2』を発売。
雑誌の読者投票により選曲した大滝詠一のベスト・アルバム『DEBUT』を発売。
アルバム『LET'S ONDO AGAIN』を発売。

#### 1979年
前年に発売されたアルバム『LET'S ONDO AGAIN』の制作を最後にコロムビアとの「3年間でアルバム12枚」という、レーベルとしての契約を終了。

#### 1980年
前述の契約にアルバムが1枚足りていなかったこともあり、ナイアガラ・レーベル非公認カタログとしてコンピレーション・アルバム『TATSURO YAMASHITA FROM NIAGARA』が発売される。

### 1980年代
アルバム『A LONG VACATION』の大ヒットや、松田聖子の「風立ちぬ」などを手掛けたことにより徐々に名が知られ始める。セールス面などで見ると大滝の絶頂期といえる。

#### 1981年
CBS・ソニーレコード（後のソニーレコード、現在のソニー・ミュージックレコーズ）に移籍。当時PMPの常務であった朝妻一郎は、本来ならPMPの元上司であった羽佐間重彰が社長を務めるキャニオンレコード（現ポニーキャニオン。PMP、キャニオンともニッポン放送の子会社であった）に移籍させるのが筋であるが、大滝の音楽はキャニオンには合わないと考え、CBS・ソニーに移籍させた。一方大滝はコロムビアとの契約終了後、楽曲提供でCBS・ソニーのディレクターからの発注が多かったことから移籍先を決めたと語っていた。
3月21日に発売されたアルバム『A LONG VACATION』のヒットがきっかけで大滝の名が世に広く知られるようになる。このヒットは「5年間も売れなかったアーティストが突如売れ出すことは奇跡」ということを言った業界人もいたほどの出来事であった。
コロムビアで制作したアルバムのうち6作品をCBSソニーから再発売。コロムビアで制作した音源のうち、上記6作品に収録されていない楽曲の一部を集めて再構成したオムニバス・アルバム『NIAGARA FALL STARS』を発売。
インストゥルメンタル・アルバム『Sing ALONG VACATION』を発売。

#### 1982年
佐野元春、杉真理とのナイアガラ・トライアングル名義のアルバム『NIAGARA TRIANGLE Vol.2』を発売。
井上鑑アレンジによるインストゥルメンタル・アルバム『NIAGARA SONG BOOK』を発売。
CMソング集続編および、大滝歌唱楽曲コマーシャルスポットなどを収録した『NIAGARA CM SPECIAL Vol.2』を発売。

#### 1983年
映像作品『NIAGARA SONG BOOK』の映像版をサブレーベルのKeg-onより発売（後年DVDで再発売）。

#### 1984年
アルバム『EACH TIME』を発売。大滝詠一名義では最後のオリジナル・アルバムとなる。
1981年の再発売から漏れたコロムビアでの制作アルバム5作品をセットにした『NIAGARA BLACK VOX』を発売。
井上鑑アレンジによるインストゥルメンタル・アルバム『NIAGARA SONG BOOK 2』を発売。

#### 1985年
コンピレーション・アルバムとして『B-EACH TIME L-ONG』を発売。
プロモーション・オンリー・アルバム『SNOW TIME』（非売品）を制作する。当時最新メディアであったCDに加え、その後カセットテープとアナログレコードも制作された。

#### 1986年
大滝自身の全てのアナログ・シングルを廃盤にする。これは本人曰く「邦楽第一号のCDがアルバム『A LONG VACATION』であったため、人一倍レコードに思い入れのある自分がCDの普及を早めた」とのことである。これにより大滝の歌手活動は、長期休業にはいる。

#### 1987年
『NIAGARA BLACK VOX』をリマスタリングの上、ボーナス・トラックを追加したCD-BOXセット『NIAGARA BLACK BOOK』を発売。

### 1990年代
過去の作品のリマスターを活発に行う。1990年代半ばにプロデューサー業を一時再開し、大滝自身も12年ぶりのシングル「幸せな結末」を発売。

#### 1991年
1980年代のカタログを「CD選書」シリーズにてリイシュー。

#### 1994年
山下達郎「パレード」がeast west japanよりシングルカットされる際にナイアガラレーベル（青レーベル）を使用。シュガー・ベイブ『SONGS』もリイシューされ、再発盤としては異例の大ヒットを記録。
大滝がダブル・オーレコード取締役に就任。ダブル・オーではサブレーベルのYoo-Looを使用。

#### 1995年
1970年代のカタログを「CD選書」シリーズでリイシュー開始。1997年まで続けられる。

#### 1996年
渡辺満里奈のアルバム『Ring-a-Bell』のプロデュースを担当。
『SNOW TIME』がリマスタリングおよび、ボーナス・トラック追加にてCD化。一般発売される。

#### 1997年
ダブル・オーレコード解散。大滝が12年ぶりのシングル「幸せな結末」をリリース。ミリオン・ヒットを記録。

### 2000年代以降
2005年からは「ナイアガラ30周年事業」と題して、1970年代から80年代にかけての作品をリマスター盤で再発している。また、2003年には最後の新曲である「恋するふたり」を発売している。しかし2013年12月30日の大滝の死去により、2014年以降は親族が過去作品の原盤管理を行い、リマスタリング・再編集・未発表作品の発掘などを監修する形でレーベルの活動を継続している。

#### 2001年
1980年代のカタログを「20th Anniversary Edition」としてリマスター開始。

#### 2002年
初のトリビュート・アルバム『ナイアガラで恋をして』が発売される。

#### 2003年
大滝が6年ぶりのシングル「恋するふたり」をリリース。事実上最後のシングルとなった。

#### 2005年
1970年代のカタログを「30th Anniversary Edition」としてリマスター開始。

#### 2009年
これまでナイアガラ・レーベル非公認カタログ扱いであった『TATSURO YAMASHITA FROM NIAGARA』を、『TATSURO FROM NIAGARA』としてナイアガラ・レーベルよりオフィシャル・リリース。

#### 2011年
1980年代のカタログを「30th Edition」としてリマスター開始。

#### 2013年
12月30日午後5時30分ごろ主宰の大滝詠一が東京都西多摩郡瑞穂町の自宅で倒れ、病院に搬送されたが、午後7時ごろ、解離性動脈瘤でこの世を去る。享年65。

#### 2014年
12月3日、葬儀で流され、マスターテープの存在を家族にのみ知らせていたという「夢で逢えたら」のセルフカバーを収録した初のオールタイム・ベスト『Best Always』を発売。このアルバムでは、娘婿で音楽プロデューサー・音楽評論家の坂口修がザ・ナイアガラ・エンタープライズを継承していることが、スタッフ・クレジットで明らかになっている。
同日、大滝詠一が生前に自宅で愛用していたジューク・ボックスに収められていた洋楽オールディーズ楽曲を集めたコンピレーション・アルバム『大瀧詠一のジュークボックス』が、3タイトル（ワーナーミュージック編、ユニバーサルミュージック編、エルヴィス・プレスリー編）同時発売。いずれも"Niagara Records"のロゴが入り、ナイアガラのカタログとして発売された。

#### 2016年
3月21日、CDのみでの『SNOW TIME』で世に出ていた森進一に楽曲提供した「冬のリヴィエラ」のセルフカバー「夏のリビエラ」、ベスト・アルバム『Best Always』に収録した「夢で逢えたら」のベストアルバム『Best Always』とボックスセット『NIAGARA CD BOOK II』の同時購入者特典として抽選で300名にのみプレゼントされた、「夢で逢えたら」のレコードB面に収録されていた大滝の歌声とストリングスのみのバージョンの「夢で逢えたら (Strings Mix) 」を含めた、大滝の死後にスタッフがスタジオの遺品整理中に発見した提供曲のセルフカバーを収録した新作とも言われているアルバム『DEBUT AGAIN』を発売。アルバムには1981年12月の「ヘットホーンコンサート」で「二度と歌わない」と前置きして歌われた松田聖子への提供曲「風立ちぬ」のライブ音源も収録された。

#### 2018年
3月21日、シリア・ポールの『夢で逢えたらVOX』と同時に、「夢で逢えたら」のオリジナル及びカヴァー作品として、その当時存在が確認された86曲を収録したコンピレーション・アルバム『EIICHI OHTAKI Song Book Ⅲ 大瀧詠一作品集Vol.3「夢で逢えたら」(1976～2018)』を発売。
11月3日、インディーズ系アーティストたちが大瀧の楽曲をカバーしたトリビュート・アルバム『大瀧詠一 Cover Book -ネクスト・ジェネレーション編-「GO! GO! ARAGAIN」』がアナログ盤で発売される（12月3日にCD盤も発売される）。ザ・ナイアガラ・エンタープライズの坂口修がプロデューサーとなり、楽曲管理部門「ARAGAIN」(NIAGARAの逆読み)名義を使っている。

#### 2019年
3月21日、1983年7月24日、森進一に楽曲提供した「冬のリヴィエラ」のセルフカバー「夏のリビエラ」、薬師丸ひろ子に楽曲提供した「探偵物語」、「すこしだけやさしく」を大滝自ら歌唱披露した西武ライオンズ球場（現：メットライフドーム）のライブ音源（当日、マルチトラックレコーダーで録音していたライブ素材をCD化に際してミックスダウンした。）の初CD化となるライブアルバム『NIAGARA CONCERT '83』が発売。初回版限定生産盤はCD枚とDVD1枚の構成で、CD2枚目は大滝が生前ライブでオールディーズナンバーを歌ったライブ音源のみを様々なライブの残されたテープから集めた『EACH Sings Oldies from NIAGARA CONCERT』、DVDは1977年6月20日のナイアガラレーベル最初のライブ映像を収録した『THE FIRST NIAGARA TOUR 1977/6/20　渋谷公会堂』である。ソロになってから大滝はエレック～コロムビア時代の歌唱を伴わない数回の取材対応を除き顔出しでのテレビ出演を拒否していたため、歌番組での歌唱映像がなく、動く大滝の姿が見られるのは、この時点ではDVD化されたあがた森魚が監督を務めた映画『僕は天使ぢゃないよ』とこのライブDVDのみで、歌唱姿だけだとこのライブDVDのみである。同ライブDVDには同ライブで披露された布谷文夫の『ナイアガラ音頭』も収録されており、貴重な布谷の歌唱姿も見られる。なお、CDに収録されている83年のライブに関しては、同時に出演したラッツ&スターとサザンオールスターズに関してはテレビ放送もされた映像が残っているが、大滝パートではカメラを反対向きにさせるなど徹底して如何なる記録映像も拒否する事を条件に出演したため、数枚の写真以外は残されていない。